# Sonata para piano n.° 4 (Skriabin)

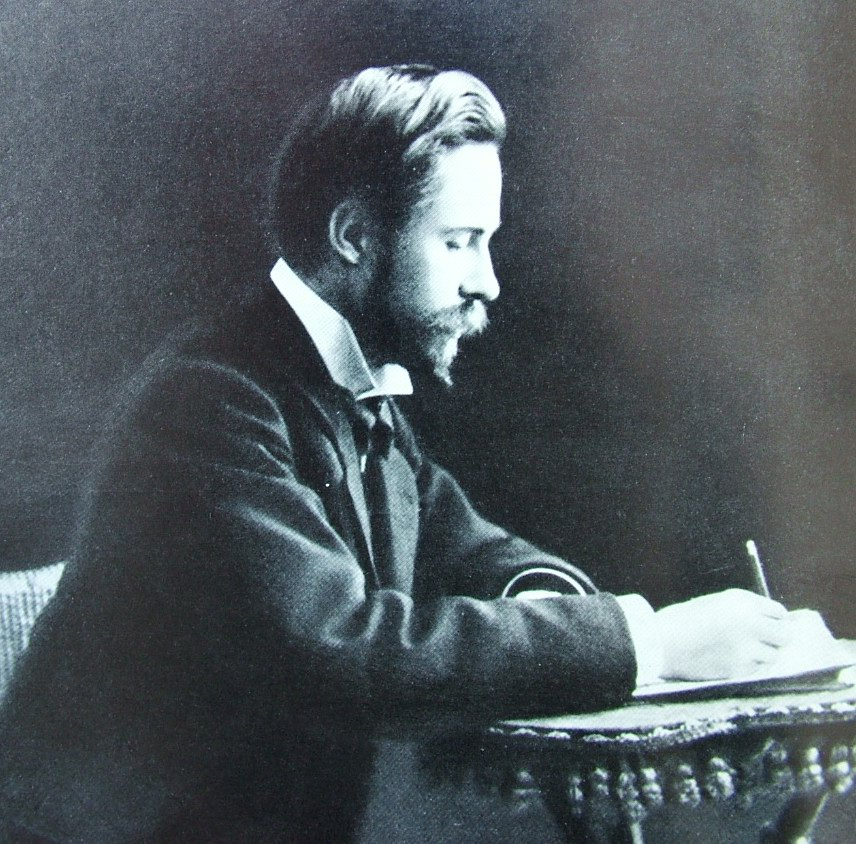
Skriabin en 1905

El compositor y pianista ruso Aleksandr Skriabin (1872-1915) compuso la Sonata para piano n.º 4, en fa sostenido mayor op.30 en 1903 y también escribió un poema programático para ella.

## Origen
La Sonata para piano n.º 4 de Skriabin fue compuesta en 1903, aunque, según cartas del compositor, fue concebida un poco antes. Al mismo tiempo también compuso la mayor parte de su Sinfonía n.º 3.

## Características
Después de su publicación, Skriabin escribió un poema (originalmente en francés) para esta sonata:
- En una ligera niebla, en un vapor transparente. Perdida a lo lejos y aún distinta Una estrella brilla suavemente. ¡Qué hermoso! Ese misterio azulado de su brillo Me llama, me acuna. ¡Oh, llévame a ti, estrella lejana! Báñame en tus rayos temblorosos ¡Dulce luz! Deseo agudo, voluptuoso y enloquecido pero dulce. Sin fin sin otro objetivo que el anhelo desearía ¡Pero no! Doy un salto alegre Libremente tomo vuelo. ¡Danza loca, juego divino! ¡Embriagador y brillante! Es hacia ti, estrella adorada Mi vuelo me guía. ¡Danza loca, juego divino! ¡Embriagador y brillante! Hacia ti, creada libremente para mí Para servir al final ¡Mi vuelo de liberación! en esta obra puro capricho En algunos momentos te olvido En la vorágine que me lleva Me desvío de tus rayos brillantes. En la intensidad del deseo te desvaneces Oh meta lejana. Pero siempre brillas ¡Como siempre te deseo! ¡Tú te expandes, Estrella! Ahora eres un sol ¡Sol extravagante! ¡Sol de Triunfo! Acercándome a ti por mi deseo por ti Me lavo en las olas cambiantes Oh Dios gozoso. te trago Mar de luz. mi yo de luz ¡Te envuelvo![2]

## Estructura
La sonata consta de dos movimientos:
- I. Andante
- II. Prestissimo volando

Con una duración de ejecución de 7 a 8 minutos, es la más corta de las sonatas de Skriabin
El tema principal y único del primer movimiento se caracteriza en su primera parte por un doble salto de cuarta hacia arriba; en su transcurso aparece varias veces un acorde que corresponde estructuralmente al famoso acorde de Tristán de Wagner. Estos motivos determinan no sólo el curso posterior del Andante, que es contemplativo y expresa sentimientos de nostalgia (siguiendo el poema de Skriabin), sino también el segundo movimiento rápido de la sonata. La obra sigue la forma sonata y refleja, nuevamente según el poema del compositor, un vuelo casi cósmico hacia una estrella, la fuente del anhelo. El tempo que marca “volando” también significa “volar” (forma una metáfora que da forma a las especulaciones filosóficas de Skriabin y, por tanto, también a muchas de sus composiciones). En la coda, el tema principal del primer movimiento se retoma en un triple forte triunfante.
La Sonata para piano n.º 4 es la última composición de una sonata de múltiples movimientos de Skriabin. Las sonatas de números del 5 al 10 están todas planteadas en un solo movimiento, con independencia de su duración.
Su colega compositor de mayor edad, Alexander Glazunov, se mostró entusiasmado con la sonata y, después de su publicación, la describió de la siguiente manera: […] Es original, llena de bellezas deslumbrantes y las ideas que contiene se expresan con una claridad y brevedad inusuales.

## Enlaces web
- Poema de Alexander Scriabin para la 4.ª sonata para piano
- «Skrjabin: 4. Klaviersonate» en el Proyecto Biblioteca Internacional de Partituras Musicales (IMSLP).

- Datos: Q1746040